# Thoko Remigia Makhanya
 (août 2025).
Thoko Remigia Makhanya est une militante anti-apartheid, une militante écologiste, une spécialiste de la santé des femmes et une poète sud-africaine.

## Biographie
Makhanya était un militant de l’organisation anti-apartheid Front démocratique uni.  En 1993, elle a composé le poème de louange « Une femme noble d’Afrique » en zoulou en l’honneur de Nokukhanya Bhengu, militante anti-apartheid et veuve d’Albert Luthuli,,.
Plus tard, elle est devenue spécialiste de la santé et praticienne du développement, en mettant l’accent sur le développement et la santé des femmes.  Elle s’est portée volontaire pour le groupe VIH/SIDA du PPHC à Durban dans les années 1990
En 2010, Makhanya a rejoint le conseil d’administration de l’ONG de justice environnementale Biowatch South Africa, qui fait campagne contre les organismes génétiquement modifiés (OGM) et le système alimentaire industrialisé.  a été l’une des leaders de la campagne sans OGM au KwaZulu-Natal a sensibilisé le public à la façon dont la société agroalimentaire américaine Monsanto, en partenariat avec le gouvernement sud-africain, distribuait gratuitement des semences génétiquement modifiées aux agriculteurs, et a plaidé pour la souveraineté alimentaire.  Elle a pris sa retraite du conseil d’administration en 2019.